# Selenia nigrofasciata
Selenia nigrofasciata är en fjärilsart som beskrevs av Smith 1948. Selenia nigrofasciata ingår i släktet Selenia och familjen mätare. Inga underarter finns listade.